# 枳首蛇
枳首蛇，又稱弩弦蛇、兩頭蛇、雙頭蛇、越王蛇、越王約髮，是中國傳說中的一種蛇。這裡的「枳」是「歧」或「枝」的音近字，意思都指「分歧」。枳首蛇是一種首尾兩端都長有一個蛇頭的雙頭蛇。

## 典故
《爾雅·釋地》中提及「五方」時，指中央處「中有枳首蛇焉。」與東方的「比目魚」、南方的「比翼鳥」、西方的「比肩獸」、北方的「比肩民」相對應，五者分別是「四方」及「中國」的「異氣」。東晉郭璞注解指枳首蛇就是「岐頭蛇也。」又補充「今江東呼兩頭蛇，為越王約髮。亦名弩弦。」是枳首蛇的典源所在。《山海經·海外西經》中提到一隻擁有兩個頭部的異獸「并封」時，郭璞亦於注解中提到：「今弩弦蛇亦此類也。」郝懿行補充指：「弩弦蛇即兩頭蛇也，見爾雅釋地枳首蛇注。」宋代沈括《夢溪筆談·雜志二》亦提到：「宣州寧國縣多枳首蛇，其長盈尺，黑鱗白章，兩首文彩同，但一首逆鱗耳。」指宣州有很多枳首蛇，其長度大都足有一尺，擁有黑色的鱗片及白色的花紋，兩個頭部的斑紋與色彩均一致，只是其中一個蛇頭上的鱗片與身體其他部分的鱗片生長方向相反而已。這種蛇會聚居於人們家中的庭院門檻之間，動輒有數十條聚集，形態及習性都如蚯蚓一樣。唐代段公路《北戶錄·紅蛇》：「《兼名苑》云：『兩頭虵（虵，即蛇）一名越王約髮，俗占見之不祥。』」提及兩頭蛇被俗世認為是不吉利之物。春秋時代楚國人孫叔敖亦曾遇兩頭蛇，因聞知「見兩頭蛇者將死」之傳說而殺掉及埋掉該蛇，善念及人，成為一時佳話。
《本草綱目·鱗部》中亦有提及枳首蛇，李時珍引郭璞的形容，指枳首蛇又名越王蛇，會稽一帶有傳說指這種蛇是由越王的弩弦變化而成的，因此又稱弩弦蛇。陳藏器補充，兩頭蛇的大小只如人的手指，其中一個蛇頭沒有眼部及口部，兩頭都可以向前行，世俗認為見此兩頭蛇是不祥之兆。劉恂《嶺表錄異》有更具體的記載：「嶺外極多，長尺餘，大如小指，背有錦紋，腹下鱗紅。人視為常，不以為異。」羅願《爾雅翼》亦指：「寧國甚多，數十同穴。」其大小約與蚯蚓相似。李時珍載兩頭蛇為無毒蛇，東南方的外族人會加以進食。此蛇主治瘧疾，山野間的土人會將蛇身風乾，並將其繋於頸上。
《字彙補》載「䅩」字條，指「䅩首」是「蛇兩頭也」，因此枳首蛇也可以寫成䅩首蛇。

## 文學作品
- 晉代郭璞《枳首蛇贊》：「夔稱一足，蛇則二首。少不知無，多不覺有。雖資天然，無異駢拇。」
- 晉代葛洪《抱朴子·吳失》：「鑒亂亡之未遠，而躡傾車之前軌；覩枳首之爭苺，而忘同身之禍。」
- 清代黃遵憲《題樵野丈遠甓齋話別圖》：「中有枳首蛇，飛飛從鶬鶖。」

## 備註
1. ↑  .   [2021-12-31]. （原始内容存档于2016-03-04）.
2. ↑  《本草綱目》鱗部第四十三卷‧鱗之二‧兩頭蛇[永久]